# Leopardus pajeros
Pour les articles homonymes, voir Chat des pampas.
Espèce
Statut de conservation UICN

 NE  : Non évalué
Statut CITES
Le Chat des pampas est une espèce (Leopardus pajeros) ou une sous-espèce (Leopardus colocolo pajeros) de félin d'Amérique du Sud. C'est un animal terrestre qui vit sur les hauts plateaux couverts de prairies, de l'Équateur à la Patagonie.

## Description
Le chat des pampas mesure entre 52 et 70 cm de long, 30 et 35 cm de hauteur au garrot, il possède une queue de 20–25 cm de long et pèse entre 3 et 7 kg en moyenne. Il a les oreilles pointues et la couleur de sa robe, très variable, peut être grise, jaune ou brune, avec des rayures brun foncé. Une crinière dorsale existe chez certains individus. Les portées comptent en moyenne deux petits, après une durée de gestation de 80-85 jours, l'espérance de vie de l'animal varie entre 9 et 16 ans.

## Aire de répartition
Il est originaire de la pampa et des régions avoisinantes du centre ouest de l'Amérique du Sud. Son aire de répartition s'étend de l'Équateur et du Chili, à l'ouest, et traverse les Andes jusqu'en Argentine et quelques pays voisins. Il s’agit d’un des petits félins d’Amérique du Sud les moins connus. Il se rencontre dans les prairies de la Pampa et le monte argentin.  Ces écorégions sont très affectées par l’élevage, l’agriculture et la chasse et également très peu protégées par la loi.
Une étude basée sur des pièges photographiques, le suivi d’individus par collier émetteur et la collecte de fèces a montré que sur 47 photographies de carnivores, seules 2 % représentent le chat de la Pampa.

## Chasse et alimentation
On en connaît très peu sur les mœurs de cet animal ; on croit cependant que c'est un chasseur nocturne dont les proies sont surtout de petits mammifères et des oiseaux.

## Taxonomie

### Leopardus: la lignée des ocelots
Arbre phylogénétique du genre Leopardus
|  | Leopardus wiedii - Margay   |
|  |                             |
|  | Leopardus pardalis - Ocelot |
|  |                             |

|  | Leopardus jacobita - Chat des Andes  |
|  |                                      |
|  | Leopardus colocolo - Chat des Pampas |
|  |                                      |

|  | Leopardus tigrinus - Oncille (Chat-tigre) |
|  |                                           |
|  | Leopardus guigna - Guigna (Chat du Chili) |
|  |                                           |
|  | Leopardus geoffroyi - Chat de Geoffroy    |
|  |                                           |

|  | Leopardus jacobita - Chat des Andes  |
|  |                                      |
|  | Leopardus colocolo - Chat des Pampas |
|  |                                      |

|  | Leopardus tigrinus - Oncille (Chat-tigre) |
|  |                                           |
|  | Leopardus guigna - Guigna (Chat du Chili) |
|  |                                           |
|  | Leopardus geoffroyi - Chat de Geoffroy    |
|  |                                           |

|  | Leopardus wiedii - Margay   |
|  |                             |
|  | Leopardus pardalis - Ocelot |
|  |                             |

|  | Leopardus jacobita - Chat des Andes  |
|  |                                      |
|  | Leopardus colocolo - Chat des Pampas |
|  |                                      |

|  | Leopardus tigrinus - Oncille (Chat-tigre) |
|  |                                           |
|  | Leopardus guigna - Guigna (Chat du Chili) |
|  |                                           |
|  | Leopardus geoffroyi - Chat de Geoffroy    |
|  |                                           |

|  | Leopardus jacobita - Chat des Andes  |
|  |                                      |
|  | Leopardus colocolo - Chat des Pampas |
|  |                                      |

|  | Leopardus tigrinus - Oncille (Chat-tigre) |
|  |                                           |
|  | Leopardus guigna - Guigna (Chat du Chili) |
|  |                                           |
|  | Leopardus geoffroyi - Chat de Geoffroy    |
|  |                                           |

La phylogénie s'est longtemps basée sur l'étude des fossiles d'un animal afin de préciser l'apparition et l'évolution d'une espèce. La phylogénie moderne s'appuie essentiellement sur les analyses génétiques en raison du nombre peu important de fossiles de félins. Le premier félin est apparu il y a onze millions d'années.
Les félins ont divergé en huit lignées distinctes. La lignée des ocelots, correspondant au genre Leopardus est la quatrième  par ordre de divergence. Il y a neuf millions d'années, les félins migrent pour la première fois vers le continent américain en passant par la Béringie,.
Le niveau des océans remontent à nouveau au cours du Miocène, et les précurseurs des lignées de l'ocelot, du lynx et du puma se trouvent isolés des populations du vieux continent. La lignée de l'ocelot commence à diverger il y a huit millions d'années. Elle se distingue notamment par un nombre de chromosomes différents de celui des autres lignées : 36 chromosomes au lieu de 38. Durant le Pliocène, il y a deux à trois millions d'années, le niveau des océans baisse à nouveau : l'isthme de Panama émerge et permet aux félins, et notamment à la lignée de l'ocelot, de conquérir l'Amérique du Sud. La diversification en espèces s'opère durant cette période et le dernier ancêtre commun du genre Leopardus est daté d'il y a 2,9 millions d'années.

### Le cas du Chat des pampas

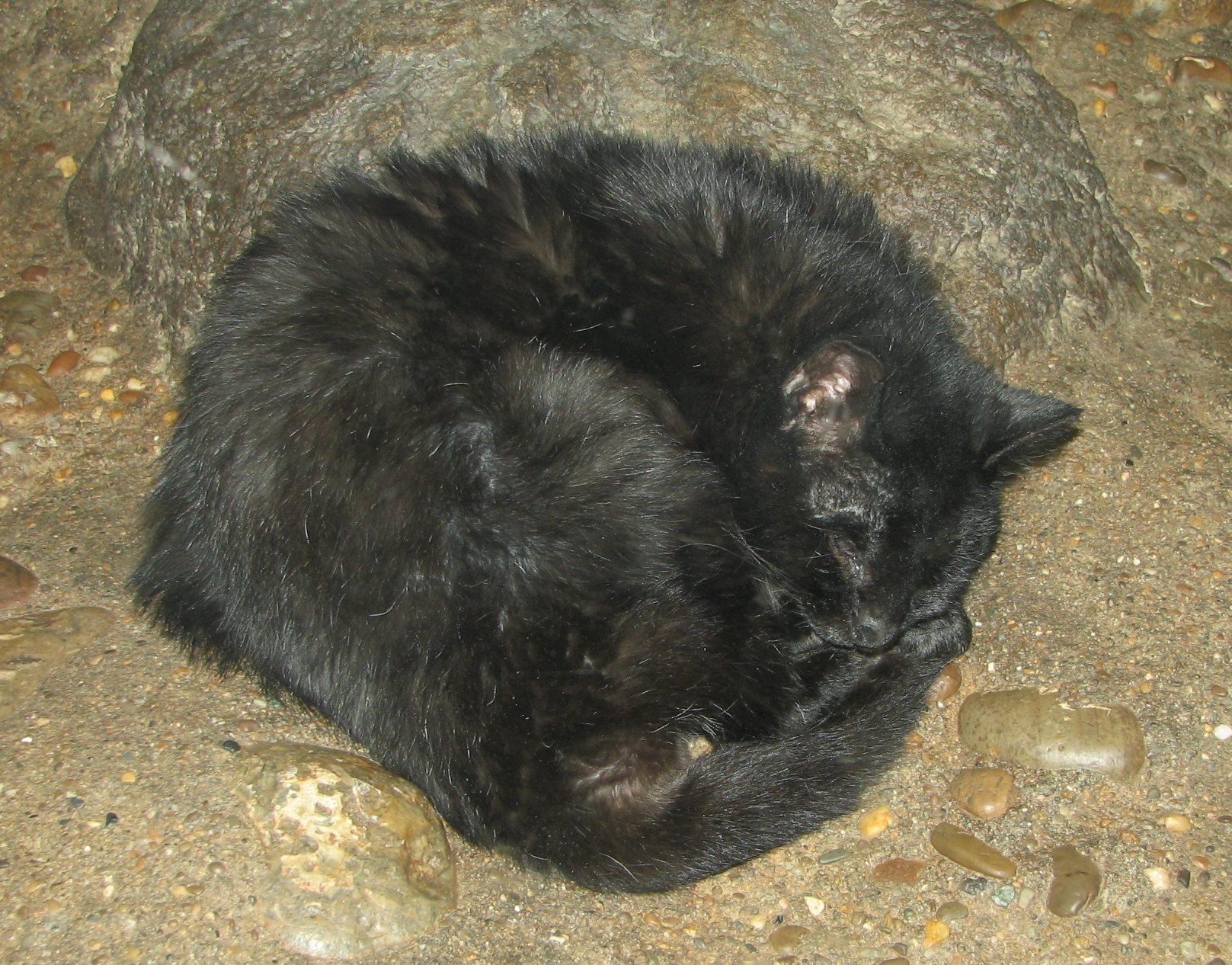
Un individu mélanique au Cincinnati Zoo and Botanical Garden, aux États-Unis.

La classification du Chat des pampas (Leopardus colocolo) est encore fortement débattue. Dans les années 1990, des études morphologiques, basées sur la couleur et le patron du pelage, des mesures crâniennes et l'observation de l'habitat tendent vers la séparation de l'espèce en trois espèces distinctes Leopardus braccatus (Cope, 1889), Leopardus pajeros et Leopardus colocolo,.
Les études génétiques n'ont pas validé cette hypothèse, amenant certaines autorités et notamment l'Union internationale pour la conservation de la nature à considérer le Chat des pampas comme une unique espèce en attendant que de nouvelles études puissent valider définitivement ce statut taxonomique. La validité des études génétiques est discutée.

### Sous-espèces
Lorsque le Chat des pampas (Leopardus pajeros) est considéré comme une espèce, cinq sous-espèces sont reconnues :
- Leopardus pajeros pajeros Desmarest, 1816
- Leopardus pajeros budini Pocock, 1941
- Leopardus pajeros garleppi (en) Matschie, 1912
- Leopardus pajeros steinbachi Pocock, 1941
- Leopardus pajeros thomasi Lönnberg, 1913